# Goldstaub-Taggecko
Der Goldstaub-Taggecko (Phelsuma laticauda, Syn.: Pachydactylus laticauda) ist eine tagaktive Geckoart. Sie ist im Norden Madagaskars und auf den Komoren beheimatet. Dieser Gecko bewohnt Bäume und Häuser.

## Merkmale
Diese Echse gehört zu den kleineren Taggeckos. Sie erreicht eine Gesamtlänge von etwa 12 cm. Die Körperfarbe ist hellgrün, gelblich-grün oder blaugrün. Typisch für diese Art sind die gelben Schuppen in der Nackenregion und auf dem Vorderrücken. Es befinden sich drei rote Längsstreifen auf dem Hinterrücken, die Richtung Schwanzansatz schmaler werden. Der Schwanz ist leicht abgeflacht. Die Unterseite ist cremeweiß. Die Augen sind mit einem blauen Streifen auf der Oberseite überzogen.

## Verbreitung

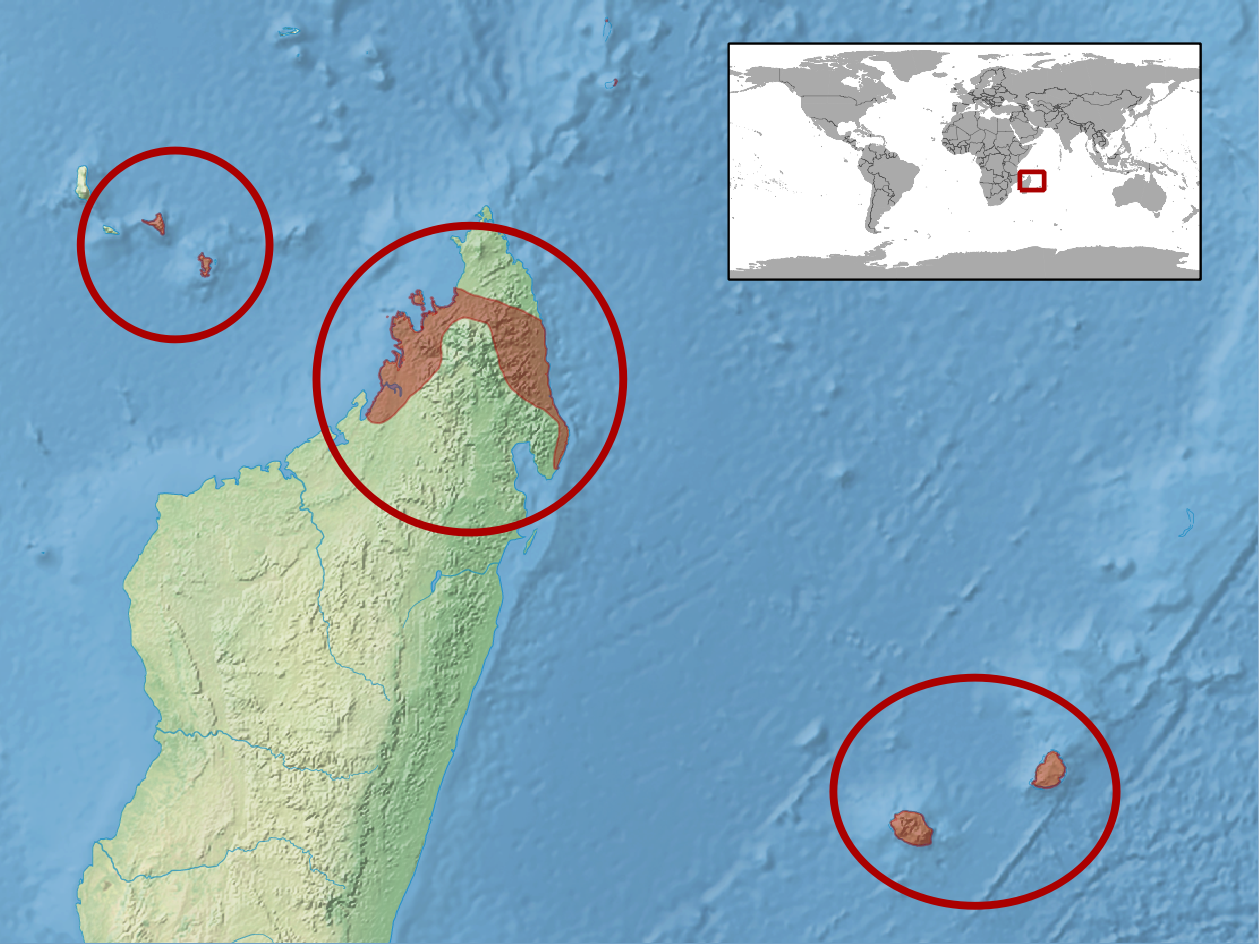
Verbreitungsgebiet nach IUCN

Das ursprüngliche Verbreitungsgebiet des Goldstaub-Taggeckos umfasst den nördlichen Teil Madagaskars, die Insel Nosy Be und die Komoren. Es gibt inzwischen bedeutende, anthropogen verursachte Vorkommen (Verschleppung, Gefangenschaftsflüchtlinge und gezielte Aussetzungen). So kommt die Art heute auf Réunion, Mauritius, dem Farquhar-Atoll (Seychellen), sowie auf einigen Inseln der Hawaii-Inselgruppe, so auf Oʻahu, auf Big Island, und auf Maui vor.

## Lebensraum
Der Goldstaub-Taggecko wird als Kulturfolger häufig in der Nähe von Siedlungen gefunden. Er bewohnt verschiedene Baumarten, größere Pflanzen wie beispielsweise Laubbäume, Kokos- und andere Palmen, Sisalagaven, Bananenstauden und Häuser. Er teilt sich den Lebensraum mit Palmen-Taggeckos (Phelsuma dubia).

## Lebensweise
Diese Art frisst Insekten und andere Arthropoden. Auch süßes Obst, Pollen und Nektar werden gern gefressen. In der Terrarienhaltung wird dieses Futter oft mit Vitamin- und Mineralstoffpräparaten ergänzt.
Die Männchen dieser Taggeckoart können sich recht aggressiv verhalten. Sie akzeptieren keine anderen Männchen in der Nähe. In Gefangenschaft, wo die Weibchen nicht in der Lage sind zu fliehen, können die Männchen die Weibchen auch ernsthaft verwunden. In diesem Fall müssen die Tiere unbedingt getrennt werden.
Die Weibchen legen bis zu fünf Paar Eier pro Jahr. Bei konstanten Temperaturen von 28 °C schlüpfen die Jungtiere nach etwa 40 bis 45 Tagen. Die Jungen sind zwischen 55 und 60 Millimeter groß. Da auch die Jungtiere aggressiv sein können, sollten sie getrennt aufgezogen werden. Nach 10 bis 12 Monaten wird die Geschlechtsreife erreicht.

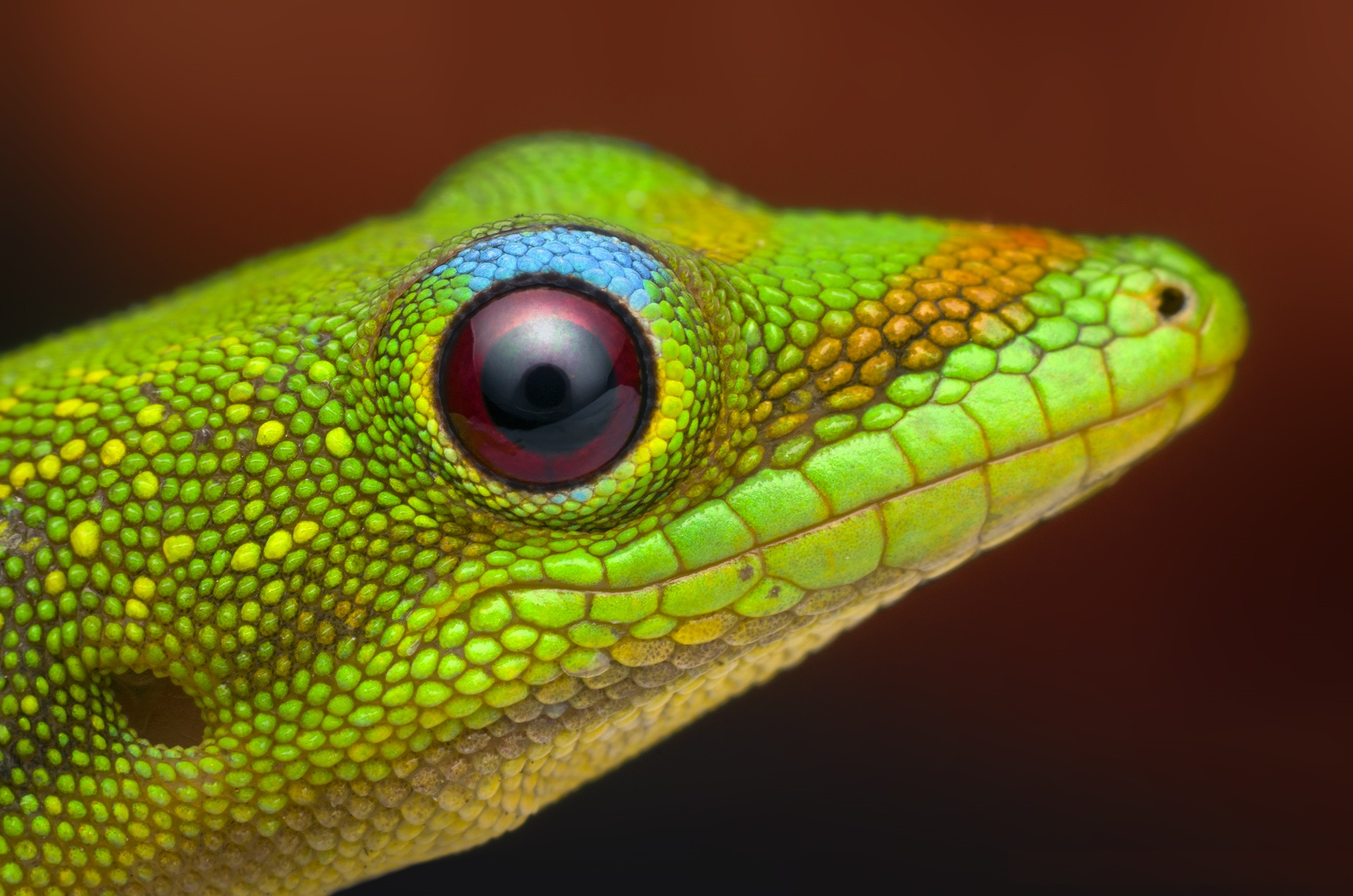
Makroaufnahme Kopf
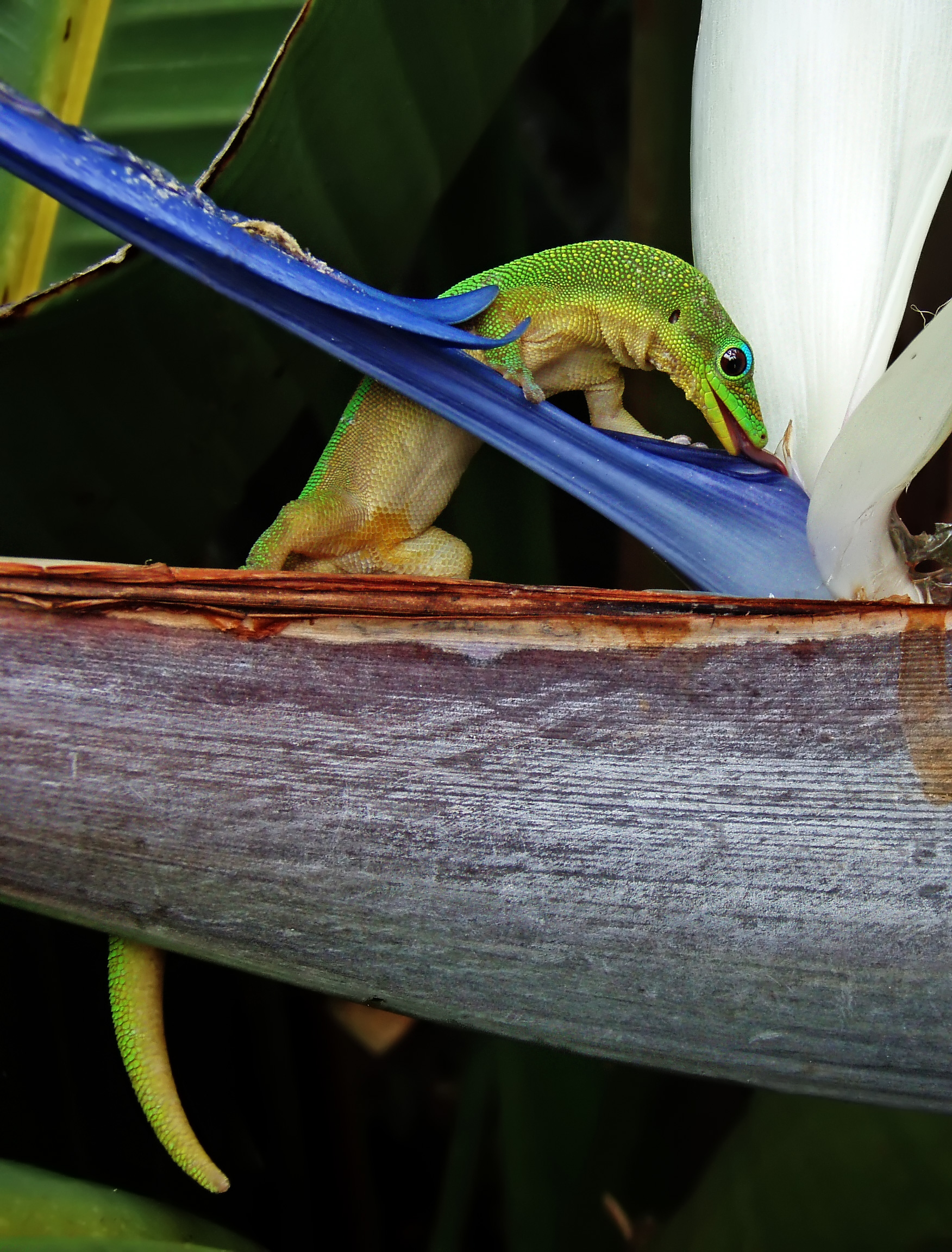
Ein Goldstaub-Taggecko auf Hawaii schleckt Nektar aus einer Strelitzien-Blüte.